# Parafia św. Jana Chrzciciela w Zielonce Pasłęckiej
Parafia św. Jana Chrzciciela (Sanktuarium Jezusa Miłosiernego) w Zielonce Pasłęckiej – parafia rzymskokatolicka położona w diecezji elbląskiej w Dekanacie Pasłęk II.

## Historia parafii
Kościół wybudowano na przełomie wieków XV i XVI, o czym dowodzi zachowany z roku 1506 dzwon. Od roku 1540 do 1945 kościół był ewangelicki. W swojej historii kilkakrotnie popadał w ruinę. W roku 1577 z nieznanych przyczyn uległ zburzeniu. W roku 1726 ponownie odnotowano zburzenie kościoła. Ufundowany w roku 1746 dzwon świadczy znowu o istniejącym kościele. Odbudowana z lat 1778-1792 okazała się trwała. Kościół budowano wówczas w dwóch fazach: 1778-1792 oraz 1792. Wieżę wzniesiono w roku 1842. Dzwon z roku 1506 zawiera łaciński napis: „Jusu Christe Fili Dei vivi misere nobis. Maria-Anno Domini 1506” (Jezu Chryste, Synu Boga Żywego, zmiłuj się nad nami. Maryja w Roku Pańskim 1506).
W 1987 roku biskup warmiński Edmund Piszcz intronizował w kościele św. Jana Chrzciciela w Zielonce Pasłęckiej cudowny obraz Pana Jezusa Miłosiernego oraz wydał dekret, w którym napisał m.in.: „Dla pogłębienia wiary i umocnienia świętości ludu Bożego ustanawiam niniejszy kościół parafialny w Zielonce Pasłęckiej diecezjalnym sanktuarium Jezusa Miłosiernego”.
Coraz liczniej przybywających pielgrzymów przyciąga, obok cudownego obrazu, Golgota wybudowana z polnych kamieni obok kościoła w latach 1986-87. W pobliżu świątyni znajduje się również grota Matki Bożej z Lourdes. W ostatnich latach wybudowano w Zielonce Pasłęckiej niezwykłą Drogę Krzyżową, która ciągnie się na przestrzeni 2,5 km wśród domów i zagród mieszkańców wsi.
Najwięcej pątników przybywa do Zielonki Pasłęckiej w trzecią niedzielę września, kiedy to organizowane są uroczystości dziękczynne za plony - dożynki diecezjalne. Licznych pielgrzymów gromadzą także uroczystości odpustowe w Niedzielę Miłosierdzia Bożego oraz w uroczystość narodzenia św. Jana Chrzciciela.
W skład parafii wchodzą następujące miejscowości: Awajki, Kielminek, Kronin, Majki, Marzewo, Tolpity, Wakarowo, Wojtowizna i Zielonka Pasłęcka.

## Rządcy parafii i proboszczowie od 1945 roku
Duszpasterze
| L.p | imię i nazwisko             | daty urzędowania | |
| --- | --------------------------- | ---------------- | --- |
| 1.  | ks. Jan Karaś               | 1946–1955        | |
| 2.  | ks. Kazimierz Cyganek       | 1955–1957        | |
| 3.  | ks. Józef Łapiński          | 1957–1964        | |
| 4.  | ks. mgr Kazimierz Krepsztul | 1964–1978        | |
| 5.  | ks. kan. Czesław Drężek     | 1978–2015        | • jednocześnie w latach 1984–2003 proboszcz parafii w Drulitach • do 2015 dziekan dekanatu Pasłęk II |
| 6.  | ks. Piotr Molenda           | 2015–2016        | administrator parafii                                                                                |
| 6.  | ks. Piotr Molenda           | 2016–2017        | wicedziekan dekanatu Pasłęk II (2016–2017) dziekan dekanatu Pasłęk II (2017)                         |
| -   | ks. Karol Dąbrowski CSMA    | 2017–2018        | administrator parafii                                                                                |
| 7.  | ks. Karol Dąbrowski CSMA    | 2018–            | |